# Liste der Monuments historiques in Montespan
Die Liste der Monuments historiques in Montespan führt die Monuments historiques in der französischen Gemeinde Montespan auf.

## Liste der Bauwerke
| Bezeichnung             | Beschreibung              | Standort | Kennzeichnung | Schutzstatus | Datum | Bild |
| ----------------------- | ------------------------- | -------- | ------------- | ------------ | ----- | ---- |
| Schloss                 | Erbaut im 13. Jahrhundert | (Lage)   | PA00094388    | Inscrit      | 1926  |      |
| Souterrain de Houantaou |                           | (Lage)   | PA00094389    | Classé       | 1924  |      |